# Zignisis
Zignisis is een geslacht van neteldieren uit de klasse van de Anthozoa (bloemdieren).

## Soorten
- Zignisis alternata (Utinomi, 1975)
- Zignisis bifoliata Alderslade, 1998
- Zignisis lornae Alderslade, 1998
- Zignisis phorinema Alderslade, 1998
- Zignisis repens (Briggs, 1915)